# Tekken 4
Tekken 4 (鉄拳 4 en japonais) est un jeu vidéo de combat développé et distribué par Namco sur borne d'arcade en 2001, plus précisément sur System 246, puis adapté sur console PlayStation 2. Il s'agit du deuxième jeu de la série Tekken à sortir sur PlayStation 2 après Tekken Tag Tournament. La suite du jeu, intitulée Tekken 5 est initialement sortie en 2004.

## Trame

### Personnages
L'une des grandes différences entre Tekken 4 et ses prédécesseurs est le peu de personnages disponibles, puisque seuls 23 sont jouables dont 9 disponibles immédiatement. Le reste du casting se débloque en terminant le mode Histoire ou Arcade. Dans le mode Arcade les personnages se débloquent dans un ordre précis alors que dans le mode Histoire chaque personnage de base débloque un personnage qui lui est associé dans le scénario. Par exemple, finir le mode Histoire avec Kazuya Mishima débloque Jin Kazama tandis que le mode Histoire de Steve Fox révèle Nina Williams.
Plusieurs personnages proviennent des précédents jeux de la saga. Ceux précédemment proposés dans Tekken 3 et présents dans le jeu sont Bryan Fury, Eddy Gordo (palette des nouveaux personnages), Heihachi Mishima, Hwoarang, Jin Kazama, Julia Chang, King II, Kuma II, Lei Wulong, Ling Xiaoyu, Nina Williams, Panda, Paul Phoenix, et Yoshimitsu. Trois personnages auparavant présents dans Tekken 2 sont Kazuya Mishima, Lee Chaolan et Marshall Law.
Le jeu intronise 6 nouveaux personnages : Christie Monteiro, une élève de capoeira à la recherche d'amis et de son professeur Eddy Gordo, Combot, un robot créé par Violet Systems capable d'imiter le style de combat de ses adversaires, Craig Marduk, un combattant de vale tudo invaincu et assassin d'Armor King, Miharu Hirano, la meilleure amie de Ling Xiaoyu, Steve Fox, un jeune champion de boxe qui tente d'en savoir plus sur son passé, et Violet, l'alter-égo de Lee Chaolan.
Le casting de Tekken 4 se caractérise également par le ton plus sombre des scénarios et des histoires, beaucoup plus travaillés que précédemment, y compris pour des personnages jusque-là secondaires. Plus resserré, le casting se concentre essentiellement sur des personnages plus réalistes visuellement et au style de combat crédibles, ce qui passe par la disparition des combattants fantaisistes des précédents Tekken comme les robots Jack ou le monstrueux Ogre.
Plusieurs personnages présents dans de précédents épisodes comme Kazuya Mishima, Paul Phoenix ou Hwoarang ont été remaniés visuellement dans leur deuxième costume pour leur donner un style assez différent. Ainsi, Hwoarang arbore une coupe de cheveux en brosse au lieu de ses cheveux mi-longs de Tekken 3, tandis que Paul Phoenix est également disponible avec ses cheveux lâchés. De même, Yoshimitsu apparaît avec un style très différent qui le fait un peu ressembler à un insecte au lieu d'un ninja.
Assez logiquement, le casting de Tekken 4 fut l'objet de nombreuses rumeurs entre 1998 et 2000, alors que Tekken 3 était sorti et que rien n'avait été encore annoncé concernant une hypothétique suite. Parmi les idées avancées, l'une voulait que Jin Kazama soit le boss final du futur Tekken 4 et puisse se transformer en Ogre-Jin. Paul Phoenix avait également été annoncé comme décédé dans un accident de moto, son corps récupéré par l'armée américaine et transformé en Cyborg Paul, ce nouveau personnage étant beaucoup plus puissant que dans Tekken 3. Une autre rumeur récurrente faisait état de l'apparition de Nialva Gordo, fille de Nina Williams et Eddy Gordo. Enfin, il était parfois avancé que Tekken 4 se déroulerait vingt ans après les événements du précédent tournoi.

### Intrigue principale
Deux ans plus tôt, Jin Kazama parvint à vaincre Ogre au terme du troisième Tekken avant de disparaître. Cependant, Heihachi demanda à ses scientifiques de de récupérer des échantillons de sang et des tissus cutanés laissés par Ogre et de combiner les informations génétiques obtenues aux siennes pour développer une nouvelle forme de vie supérieure. Cependant, l'expérience échoua.
Après de nombreuses expérimentations, les scientifiques arrivèrent à la conclusion que le gène démoniaque était nécessaire pour incorporer les gènes du dieu du Combat au sein d'un organisme vivant. Heihachi découvrit alors qu'il ne possédait pas le gène démoniaque. Seul Jin Kazama le possédait. Toutefois, après sa victoire sur le dieu du Combat durant le King of Iron First Tournament 3, Jin fut abattu par Heihachi et s'effondra, avant de se transformer en Devil Jin, de terrasser Heihachi et de s'envoler. Depuis lors, personne ne savait où il se trouvait.
Heihachi rechercha Jin, mais malgré ses tentatives, il ne trouva aucune trace de lui. Cependant, durant son enquête, il découvrit une chose très intéressante : une photo prise il y a de cela vingt ans. Celle-ci illustrait le corps d'un homme brûlé, jonché de blessures. Son dos était déformé, avec ce qui semblait être des traces d'ailes qui s'étaient déployées. Convaincu que le corps en question était celui de son fils Kazuya, qu'il avait pourtant jeté dans un cratère vingt ans plus tôt, Heihachi chercha à savoir où se trouvait ce corps.
Ses recherches le menèrent alors à une entreprise appelée G Corporation qui réalisait d'importants progrès dans le domaine du génie génétique. Apparemment, la G Corporation avait analysé les données génétiques des restes de Kazuya qu'elle avait obtenus et tentait de lui reconstituer un nouveau corps humain.
Le corps et les données scientifiques étaient stockés en sécurité dans des installations de recherche situées respectivement au Nebraska et au Népal.
Un vendredi 25 décembre. Noël.
Le centre de recherche ultra-secret de la G Corporation au Népal fut attaqué par la Tekken Force et tomba rapidement entre leurs mains. Les étages inférieurs de l'installation furent réduits en pièces et tous les disques durs furent pillés grâce à un important escadron d'hélicoptères.
Au même moment, une autre unité dirigée par Heihachi pénétra dans le centre de recherche souterrain situé au Nebraska et attaqua l'aile où était entreposé le corps de Kazuya. La Tekken Force se précipita vers la salle de stockage. Dans l'hélicoptère, Heihachi était convaincu que son opération serait un succès. Mais soudain, la Tekken Force, qui avait pourtant pris l'avantage, fut terrassée par un individu. Heihachi se pencha alors en avant pour fixer son écran. Une silhouette imposante émergea lentement de la pièce : Kazuya, revenu de la mort.
En effet, Kazuya fut réanimé dans un centre de recherche de la G Corporation et offrit son corps comme sujet de recherche afin d'analyser le gène démoniaque qui s'était autrefois niché dans son corps. Il espérait comprendre son fonctionnement pour en prendre le contrôle. Une fois chose faite, il accumula du pouvoir afin de réaliser son désir de renverser Heihachi et la Mishima Zaibatsu.
Mais une fois de plus, ses aspirations furent anéanties par Heihachi. Fou de rage, Kazuya détruisit la quasi-totalité de la Tekken Force avant de disparaitre dans les flammes. Heihachi était furieux que Kazuya lui ait échappé et le journaliste qui suivait cet assaut fut terrassé.
Le Dr Abel, principal conseiller en recherche à la peau pâle, toujours derrière Heihachi, l'exhorta à capturer Kazuya au plus vite. Heihachi réfléchit longuement et prit une décision.
Alors que deux ans s'étaient écoulés depuis le King of Iron Fist Tournament 3, le monde fut informé qu'un quatrième tournoi allait avoir lieu pour lequel le gagnant deviendra le chef de la Mishima Zaibatsu, un énorme conglomérat jusqu'alors dirigé par Heihachi Mishima.
Bien qu'il eût conscience qu'il s'agissait là d'un piège, Kazuya se rendit au tournoi dans le but de renverser Heihachi.
Bien plus tard, alors que le quatrième Tekken touchait à sa fin, l'avant-dernier combat doit opposer Jin à Kazuya. Alors que le début du combat est imminent, Kazuya est informé qu'il est déclaré vainqueur du combat par forfait et qu'il est invité à rejoindre Heihachi pour le combat final. Surpris de la tournure du dernier combat, Kazuya questionne Heihachi avant que leur combat commence. « Je t'emmènerai voir ton fils après le combat » répondit Heihachi. Le combat se déroule, Kazuya en sort vainqueur et Heihachi tint sa promesse : « Suis moi si tu veux voir ton fils. »
Il entraina alors Kazuya au cœur du complexe de la Zaibatsu. Heihachi et Kazuya pénètrent dans un dojo, le Hon-Maru. Au mur apparaît Jin, enchaîné. La présence de cet autre porteur du Gène Diabolique réveille Devil qui prend peu à peu possession de Kazuya et se débarrasse de Heihachi en le projetant hors de la pièce d'un simple regard. Il se met à provoquer Jin, encore inconscient, en l'exhortant à se battre : il veut l'éliminer et récupérer de lui l'intégralité du Gène Diabolique qu'il a en partie perdu à la suite de sa chute dans le volcan. Les appels de Kazuya ramènent Jin à la conscience qui se libère de ses chaînes et embrasse le combat qui va lui permettre de se venger de sa lignée. Jin remporte le combat. Heihachi, réveillé, n'entend pas céder son trône, et défie Jin dans un nouveau combat, que Jin remporte à nouveau. À l'issue de ce combat, Jin s'est transformé en Devil Jin. Il est penché sur son grand-père et s'apprête à l'achever, lorsque l'image de sa mère, Jun, lui apparaît. Il décide alors d'épargner son grand-père. Il le relâche et lui adresse ces mots : « Remercie ma mère, Jun Kazama. » Puis, s'éloignant de lui, il prend son envol et s'échappe du Hon-Maru après en avoir transpercé le toit.
Derrière lui flottent quelques plumes noires dans le halo du clair de lune, et une plume blanche, qui viennent s'écraser sur le sol à quelques pas de Heihachi.

### Intrigues secondaires
Ling Xiaoyu participe au tournoi après avoir été informée qu'Heihachi Mishima cherchait à la faire assassiner tandis que Julia Chang doit absolument récupérer des données scientifiques pour sauver sa région natale de la déforestation. Après sa première apparition remarquée dans Tekken 3, le cyborg Bryan Fury entame une course contre la mort pour obliger le docteur Abel à le maintenir en vie.
Certains combattants partagent également une intrigue commune et leurs cinématiques de fin sont parfois très proches, variant seulement en fonction du point de vue du personnage. Le catcheur King cherche à affronter Craig Marduk afin de venger Armor King, lui-même tué accidentellement par le lutteur brésilien. Les vétérans Marshall Law et Paul Phoenix se retrouvent en situation de faillite personnelle à la suite de revers de fortune, le premier pour payer les soins de son fils Forest, gravement blessé dans un accident, et n'ont plus d'autre choix que de remporter le quatrième tournoi pour se sauver de la ruine.
Lei Wulong et Nina Williams sont étroitement rattachées à Steve Fox. Le jeune boxeur a vu sa tête mise à prix par le Syndicat après avoir refusé de perdre un combat et Nina a été recrutée pour exécuter le contrat tandis que Lei va tenter de contrecarrer ce projet. À la fin du mode Histoire, Nina découvre les expériences dont elle a été victime lorsqu'elle était prisonnière du sommeil cryogénique de la Cold Sleep Machine et dont les conséquences la lient désormais à sa cible. Steve Fox fait la même découverte dans sa cinématique de fin (dans des circonstances un peu différentes) et celle de Lei Wulong fait apparaître Nina et Steve.
Banni de la famille Mishima vingt ans plus tôt, Lee Chaolan qui s'était retiré aux Bahamas effectue son grand retour sous les traits de Violet, bien décidé à prendre sa revanche. Ce tournoi est également l'occasion de présenter Combot, le nouveau robot de combat de son entreprise capable d'imiter n'importe quel style martial.
Envoyé effectuer son service militaire en Corée après les événements de Tekken 3, Hwoarang se lasse rapidement de la vie militaire. L'annonce du King of Iron Fist Tournament 4 le pousse à déserter et à rejoindre le tournoi où il pourra vaincre Jin Kazama et Heihachi Mishima.
Le vétéran Yoshimitsu consacre son temps à des associations venant en aide aux pauvres et aux déshérités. Manquant cruellement de ressources pour venir en aide à tout le monde, il compte saisir l'occasion du nouveau tournoi pour remporter la Mishima Zaibatsu.

## Système de jeu

### Modes de jeu
Tekken 4 comprend les modes de jeu classiques de la série. Le mode Histoire permet d'enchaîner une série de combats - entre huit et neuf selon le personnage choisi - jusqu'au boss final et de découvrir une cinématique de fin spécifique à chaque personnage,. Certains personnages ont des combats prédestinés en fonction de leur scénario, comme par exemple Steve Fox qui affrontera toujours Nina Williams.
Le jeu intègre plusieurs autres modes de jeu,. D'abord, le mode Time Attack comporte huit combats de deux rounds chacun au niveau de difficulté impossible à modifier, le temps final attribuant une place dans le classement. Puis, en Survival, le joueur doit enchaîner les combats en un seul round et ne récupère qu'une partie de sa barre de vie, la partie se terminant lorsque le joueur est battu. De plus, le mode Versus permet à deux joueurs humains de s'affronter en choisissant l'arène et les règles du combat,. Par ailleurs, les modes Practice et Training permettent au joueur de s'exercer à maîtriser les mouvements d'un personnage et de les exécuter. Enfin, le mode Team Battle est une série de combats jusqu'à huit personnages par équipe.
Le mode Tekken Force est un beat them all,, qui fait également son retour avec de nombreuses innovations par rapport à celui de Tekken 3, la plus notable étant sa réalisation entièrement en 3D. Le joueur a donc la possibilité d'acculer ses ennemis contre des obstacles pour leur enchaîner une série de coups, mais aussi de se retrouver lui-même mis en difficulté. Chacun des quatre niveaux se termine par un boss qui débloque le stage suivant : Military Installation, Temple Ruins, Corridor et Mishima Fortress. Les ennemis qui reprennent des mouvements de personnages de la série ont des grades tels que des Apprentis, des Gardes, des Médecins, des Mercenaires, des Officiers ou bien encore des Fanatiques. Les ennemis vaincus débloquent des points ainsi que des objets pour récupérer de la vie, gagner du temps bonus ou améliorer la puissance du personnage pendant un temps limité. Assez curieusement, certains personnages de la Tekken Force portent des noms de membres de l'équipe de développement du jeu, voire de musiciens. Terminer le mode Tekken Force débloque le stage Hon-Maru, le dojo de la famille Mishima[réf. nécessaire].
Le mode Théâtre est débloqué lorsque le mode Histoire est terminé la première fois et permet de revoir les cinématiques du jeu, de visionner les replays enregistrés et d'écouter les musiques du jeu.

### Contrôle des personnages
Comme pour les précédents jeux de la série homonyme, le contrôle des personnages se fait avec les quatre boutons, un par membre (poing ou pied, gauche ou droit). En revanche, Tekken 4 innove complètement dans la manière de prendre en main les personnages. Le système de combos a été complètement revu et les enchainement sont devenus plus difficiles à placer. De même, le rythme des combats est globalement plus lent et moins nerveux que dans Tekken Tag Tournament, lui aussi sorti sur PlayStation 2.
Il est également possible de pousser son adversaire dans une direction, par exemple pour l'amener contre un mur où il sera plus vulnérable.
Même si la liste de coups et de mouvements des anciens personnages a été enrichie, ils conservent le style de combat hérité des précédents Tekken, à l'exception de Jin Kazama. Pour des raisons scénaristiques, il passe du karaté style Mishima au karaté traditionnel, ce qui modifie complètement sa prise en main.

### Environnements
Tekken 4 propose beaucoup d'innovations par rapport aux opus précédents. Ainsi, c'est la première fois que les arènes sont délimitées par des murs sur lesquels les personnages attaqués peuvent se heurter et subir des dégâts supplémentaires. Certaines arènes comportent également des obstacles qui peuvent bloquer les combattants et il est également possible de projeter l'adversaire dessus.
Autre différence, Tekken 4 ne propose plus d'arène spécifique à chaque personnage.
Contrairement aux précédents Tekken, les arènes de Tekken 4 sont toutes basées sur des environnements réalistes comme un parking, le hall d'un centre commercial ou les rues de Shinjuku à Tokyo. Le stage Airport est lui fortement inspiré de l'aéroport international de Philadelphie. Certains lieux existent en différentes versions qui constituent chacune une arène différente. Par exemple, le hall commercial peut être joué au rez-de-chaussée ou au sommet d'un escalier, le relief et l’agencement des lieux étant alors différents. Certaines arènes ont aussi des dénivelés qui influent sur le déroulement des combats. Un combattant situé en contrebas peut alors se retrouver hors de portée des attaques hautes de l'adversaire. Cet élément de gameplay divisera les joueurs et n'apparaitra plus dans les Tekken ultérieurs.
Tekken 4 comporte également deux stages secrets qui doivent être débloqués : le Hon-Maru qui est le dojo des Mishima est débloqué après avoir terminé le mode Tekken Force et Statue, débloqué après avoir terminé le mode Histoire avec Steve Fox. Les musiques de Statue proviennent des versions arcades de Tekken et Tekken 2. Ces stages secrets sont liés au scénario des personnages puisque le Hon-Maru voit s'affronter Jin Kazama, Heihachi et Kazuya Mishima à la fin du tournoi, tandis que Steve Fox affrontera Nina Williams dans Statue. A noter que la statue de ce stage est la sculpture Laocoön and His Sons exposée au Musée du Vatican à Rome.

### Bande-son
Comme la prise en main, la bande-son de Tekken 4 est une rupture complète avec les épisodes précédents. Œuvre de Akitaka Toyama, Satoru Kosaki et Yu Miyake qui avaient déjà eu un rôle secondaire sur le premier Tekken Tag Tournament, elle propose des musiques dont l'ambiance de chacune est unique et particulière alors que Tekken 3 et Tekken Tag Tournament proposaient des bandes-sons très techno et électroniques. Ainsi, la piste Touch and Go se caractérise par son côté relaxant, Kitsch propose quelques éléments doo-wop alors que The Strongest Iron Arena est beaucoup plus agressive avec des morceaux de guitares électriques.
Le 22 mai 2002, Namco publie l'album contenant la bande-original du jeu : il comprend deux CD, le premier avec les musiques des différentes arènes, des crédits et des introductions du jeu, le deuxième les musiques des endings de chaque personnage.
En août 2021, la bande-son de Tekken 4 et de Tekken Tag Tournament sont éditées en vinyle.

### Autres nouveautés
Tekken 4 proposait un grand nombre de nouveautés dont certaines seront reprises dans les Tekken ultérieurs ou abandonnées.
Il est le premier de la saga à proposer un mode Histoire avec une présentation d'ouverture pour chaque personnage, basée sur des dessins et la voix d'un narrateur. Cette introduction explique brièvement le passé du personnage et ses objectifs pour ce quatrième tournoi.
Les personnages sont pour la première fois doublés vocalement, chose inédite depuis le premier jeu puisque seul Yoshimitsu avait un murmure peu intelligible dans Tekken 3 ainsi que Julia Chang dans sa cinématique de fin. Dans Tekken 4, les personnages se parlent avant et après le combat dans leur langue d'origine ainsi que dans leur cinématique de fin. C'est également le premier Tekken où certains personnages - notamment Kazuya, Hwoarang et Heihachi - interagissent avec leur adversaire après le combat.
Avant le début de chaque round, les personnages ont la possibilité de se déplacer, de s'accroupir ou de sauter et de trouver ainsi une position favorable pour attaquer dès le début du combat. Cet aspect de gameplay contesté ne sera plus repris par la suite.
Pour la première fois, les joueurs ont la possibilité de sauvegarder les vidéos de leurs combats qui peuvent ensuite être regardées dans le mode Théâtre.
Tekken 4 est également le premier jeu de la série à montrer le combattant mis K.O. se plier au sol, un détail cosmétique qui sera repris par les prochains épisodes de la saga.
Techniquement, Tekken 4 sera l'un des premiers jeux vidéo sorti sur PlayStation 2 à proposer une option d'affichage 60 hertz.

## Développement
Les premières rumeurs à propos de Tekken 4 apparaissent vers avril 2001 quand un mensuel britannique affirme avoir eu connaissance de fuites chez Namco, laissant supposer qu'un SoulCalibur II pourrait être disponible en septembre 2001 au Japon tandis qu'un Tekken 4 pourrait être lancé à la fin de l'année et arriver en Europe vers septembre 2002.
Les premières informations officielles au sujet de Tekken 4 sont dévoilées par Namco lors du salon E3 de 2001 à Los Angeles. Le studio confirme la présence de plusieurs personnages comme Marshall Law, King, Ling Xiaoyu, Hwoarang, Paul Phoenix et Kazuya Mishima, ajoutant que d'autres informations sur le casting du jeu suivront plus tard. Un nouveau personnage appelé Dean Earwicker est également annoncé lors du salon, mais à l'époque sans plus de précisions. Le magazine japonais Arcadia annonça que l'histoire de Tekken 4 se déroulerait deux ans après celle de Tekken 3 et que le nouveau Tekken inaugurerait pour la première fois des arènes délimitées par des murs. La sortie de Tekken 4 en arcade est alors annoncée pour cette année 2001, la version PlayStation 2 n'étant pas encore datée.
En juin 2001, Namco présente une version démo jouable de Tekken 4 sur borne d'arcade et permet à quelques journalistes de tester le jeu. La cinématique d'introduction du jeu est également montrée ainsi que le logo officiel du jeu. Seuls huit personnages sont jouables et six arènes disponibles dans cette version de démonstration. Lors de cette rencontre avec la presse, les responsables de Namco annonceront que la version console de Tekken 4 est « terminée à 40% » et que des éléments dynamiques supplémentaires (destruction de décors par exemple) seront ajoutés. Enfin, le personnage de Dean Earwicker a été renommé Steve Fox. La date de sortie de Tekken 4 en salle d'arcade est alors estimée à juillet 2001.
Les premières images de Tekken 4 commencent à être révélées vers le milieu de l'année 2001, montrant des personnages déjà connus (notamment Kazuya Mishima, Marshall Law, Hwoarang ou Ling Xiaoyu) ainsi que les nouveaux décors délimités par des murs. On peut également constater la refonte visuelle de plusieurs combattant qui arborent un style très différent des précédents épisodes. Peu après, Namco lance le site officiel du jeu entièrement en anglais.
En juillet 2001, Tekken 4 débarque en salle d'arcade au Japon. Les premiers tests de cette version révèlent quelques retouches du gameplay par rapport à la version de démonstration présentée en juin, notamment les impacts avec les murs et les enchaînements de combos, plus difficiles à placer,[réf. à confirmer]. En Europe et aux États-Unis, la version console se faisant toujours attendre, les informations sur Tekken 4 ne parviennent qu'au compte-goutte, notamment sur la présence de divers personnages comme Julia ou Lei.
En novembre 2001, la direction de Namco annonce au magazine Mainichi que Tekken 4 sera lancé au Japon sur PlayStation 2 en mars 2002 et que l'entreprise ambitionne d'en vendre au moins 450 000 exemplaires. En décembre 2001, Namco apporte des précisions pour cette version console concernant les modes de jeux qui seront disponibles et assure que son développement est « finalisé à environ 60% ». La date de sortie au Japon est confirmée, mais il n'y a aucune précision pour la sortie en Amérique du Nord. Il semblerait qu'au départ la version console de salon de Tekken 4 ne devait être qu'un simple portage de la version arcade, mais que la concurrence agressive (Virtua Fighter 4 et Dead or Alive 3) n'ait obligé Namco à développer davantage le contenu de sa version PlayStation 2 et à en améliorer le rendu graphique.
En janvier 2002, Namco reporte la sortie sur console de Tekken 4 d'une semaine sans en préciser la raison tandis que la sortie nord-américaine n'est toujours pas précisée.
Tekken 4 sort finalement au Japon sur PlayStation 2 le 28 mars 2002 et présente plusieurs améliorations graphiques par rapport à son équivalent arcade.

## Accueil et critiques
Tekken 4 est l'épisode le plus controversé de la série, mais aussi le plus expérimental, puisqu'il proposait de nombreuses innovations qui ne seront plus revues lors des jeux ultérieurs.
Lors de sa sortie, beaucoup de joueurs avaient reproché le peu de personnages disponibles, avec notamment la disparition de plusieurs combattants très appréciés comme Anna Williams ou la série des robots Jack. De plus, plusieurs des combattants repris dans Tekken 4 présentaient des refontes visuelles assez importantes, comme Paul Phoenix, Hwoarang ou Kazuya Mishima dans leur deuxième costume qui ont divisé les joueurs.
Une autre grande différence par rapport aux précédents opus de la saga est la modification complète du gameplay qui transforme radicalement le système des combos, lesquels sont désormais beaucoup plus difficiles à exécuter[réf. nécessaire]. Cela entraîne également un déséquilibre de puissance entre les personnages, certains ayant du mal à exécuter des enchainements alors que Jin Kazama, si manœuvré par un joueur de bon niveau, est capable de vider la barre de vie de son adversaire sans que celui-ci ne puisse riposter.
Par ailleurs, Tekken 4 inaugure pour la première fois des arènes fermées avec des obstacles contre lesquels les personnages peuvent se heurter. Si cet apport est positivement salué par la critique, certains niveaux présentent des dénivellations plus ou moins importantes qui peuvent désavantager l'un des joueurs et rendre l'enchaînement des attaques plus compliqué.
Néanmoins, Tekken 4 est salué pour avoir ramené certains personnages iconiques absent lors du précédent opus, comme Kazuya Mishima ou Lee Chaolan. Cet épisode introduit également de nouveaux personnages devenus très populaires tels que Steve Fox ou Christie Monteiro.
Le nouveau mode Tekken Force est notablement amélioré, puisqu'il est entièrement réalisé en 3D dans des arènes fermées et avec un gameplay beaucoup plus riche.
Le scénario, élément important dans un Tekken, est aussi reconnu comme particulièrement réussi avec une ambiance générale beaucoup plus sombre et des personnages secondaires (comme Ling Xiaoyu ou Julia Chang) mieux développés,.
Malgré ces reproches, Tekken 4 est très bien noté à sa sortie comme l'atteste la note moyenne de 81,35 % sur GameRankings, et celle de 79 sur 100 sur Metacritic. À sa sortie, le magazine Famitsu attribue à la version PlayStation 2 une note de 36 sur 40. Le magazine Edge lui attribue une note de 6 sur 10 prônant la bonne prise en main du jeu, et un roster solide[Quoi ?], mais conclut que le jeu est « trop familié et curieusement non renouvelé. » GameSpot attribue au jeu une note de 8,4 sur 10, le qualifiant de « l'un des meilleurs jeux de combats depuis des années » et de « jeu de combat extrêmement solide, long, accessible, et sympathique à jouer, qui nous vient du meilleur développeur du genre ». IGN lui attribue une note de 9 sur 10, notant que les murs et l'espace confiné sont « probablement la décision la plus sage prise par Namco », et qualifie le jeu de « solide dans tous les sens du terme ». Sur GamePro, il est noté d'un 4,5 sur 5, et d'un 71 sur 100 par GameSpy. Le site Jeuxvideo.com lui attribue la note de 18 sur 20, saluant la qualité des animations, des graphismes, un gameplay plus complexe et complet et les nombreuses innovations apportées par ce nouvel opus. Pour sa part, Gamekult le note 8 sur 10 le qualifiant de « Tekken de nouvelle génération que l'on attendait », louant ses graphismes et la modélisation des personnages ainsi que le soin apporté aux arènes.
Tekken 4 est récompensé lors des Game Critics Awards dans la catégorie de « Meilleur jeu de combat » à l'E3 en 2002, et nommé dans la catégorie « Meilleur jeu de combat de 2002 » sur GameSpot. Il remporte également l'Academy of Interactive Arts and Sciences dans la catégorie « Meilleur jeu de combat de l'année ».
Tekken 4 aurait été vendu à environ plus de 2 millions d'exemplaires dans le monde, soit l'un des chiffres les plus faibles de la série[réf. nécessaire].
Dans un message posté en 2019 sur Twitter, le producteur Katsuhiro Harada qui a travaillé sur Tekken 4 confie qu'à l'époque « chaque aspect du gameplay de Tekken 4 était très impopulaire »,[réf. non conforme].